# Degré
Degré település Franciaországban, Sarthe megyében. Lakosainak száma 746 fő (2022. január 1.). Degré Lavardin, Aigné, Chaufour-Notre-Dame, Cures és La Quinte községekkel határos.

## Népesség
A település népességének változása:
| Lakosok száma | 787  | 797  | 808  | 784  | 774  | 763  | 756  | 750  | 746  |
|               | 2013 | 2015 | 2016 | 2017 | 2018 | 2019 | 2020 | 2021 | 2022 |